# 알렉세이 바호닌
알렉세이 이바노비치 바호닌(러시아어: Алексей Иванович Вахонин, 1935년 3월 10일 ~ 1993년 9월 1일)은 소련의 전 역도 선수로 1964년 도쿄 올림픽에서 밴텀급 부문의 금메달을 획득하였다.

## 인물 정보
케메로보주 가브릴로프카 마을에서 태어났다. 그의 아버지가 2차 세계 대전 중에 사망해서 가족은 매우 가난하게 살았다. 알렉세이는 학교를 중퇴해야 했고, 광부로 일하기 시작했다. 결국, 그는 알코올과 담배에 중독되었다. 다행이도 그는 자신의 재능을 알아본 루돌프 플류크펠더에 의하여 키셀레프스크로 초청을 받아 거기서 훈련을 받고 광산에서 일하였다. 1961년 바호닌은 5회의 세계 챔피언 블라디미르 스토고프를 제치고 국내 챔피언이 되었다. 그는 1963년 세계 역도 선수권 대회에 출전하여 345 kg의 총 밴텀급에서 우승했다.
바호닌을 위한 스포츠 경력의 절정이 푈디 임레와 드라마적 경쟁을 가진 1964년 도쿄 올림픽에서 왔다. 인상 이후에 푈디는 2.5 kg을 앞서고, 용상에서 135 kg의 세계 신기록을 세운 후 이미 우승자로서 축하를 받았다. 책임에서 바호닌은 137.5 kg을 들어올렸으나 푈디도 똑같이 하였다. 바호닌이 우승하는 데 142.5 kg을 들어올려야 했다.
테헤란에서 열린 1965년 세계 역도 선수권 대회에서 실패한 후, 바호닌은 다시 한번 푈디를 제치고 1966년에 우승으로 반등했다. 총계로 봐서 그는 3개의 세계 선수권(1963, 1964, 1966), 3개의 유럽 선수권(1963, 1965, 1966)과 6개의 국내 선수권(1961~64, 1966, 1967)을 우승하고, 6개의 세계 신기록과 20개의 국내 기록을 세웠다.
1964년 명예의 배지 훈장이 수여되었다. 그는 광부와 역도 코치로 일하기 위해 1970년에 은퇴하였다.
말년에 또 다시 알코올에 중독된 그는 1993년 결투로 사망하였다.